# Ressourcenschutzgebiet
Ein Ressourcenschutzgebiet ist ein Schutzgebiet, in dem biologische Vielfalt langfristig erhalten und geschützt werden soll, um sie für den Menschen nutzbar zu erhalten. Die International Union for Conservation of Nature and Natural Resources (IUCN) definiert solche Gebiete unter Kategorie VI Managed Ressource Protected Area (Ressourcenschutzgebiet mit Management).

## IUCN-Definition
Nach IUCN ist ein Ressourcenschutzgebiet:

“Category VI protected areas conserve ecosystems and habitats together with associated cultural values and traditional natural resource management systems. They are generally large, with most of the area in a natural condition, where a proportion is under sustainable natural resource management and where low-level non-industrial use of natural resources compatible with nature conservation is seen as one of the main aims of the area .”

„Ein Gebiet, das in erster Linie unveränderte natürliche Systeme enthält und das bewirtschaftet wird, um den langzeitigen Schutz und den Erhalt der biologischen Diversität zu gewährleisten, während gleichzeitig ein umweltverträglicher Strom an natürlichen Produkten und Diensten angeboten wird, um die Bedürfnisse der Bevölkerung zu befriedigen.“

Wie bei allen IUCN-Kategorien liegt der Fokus der Klassierung auf der Gestaltung von Schutzziel und Management (Maßnahmen von Eingriffen und Verboten).

## Anwendung und Kritik
Von manchen Ökologen wird kritisiert, dass der Anspruch dieser Gebiete in der Realität kaum umsetzbar ist, da Naturschutz fast nie ohne Einschränkung menschlicher Aktivitäten auskommt und umgekehrt gewerbliche Aktivitäten der Bevölkerung so gut wie immer einen Eingriff in Ökosysteme bedeuten.
Die Schutzkategorie geht aber über klassischen Naturschutz (Wildnisgedanke) weit hinaus und ist eng dem moderneren Biosphärengedanken verbunden, also Gebieten, in denen Ressourcenschonung als Habitat des Menschen zusammen mit der „restlichen“ Natur im Vordergrund steht (Ökosystemdienstleistung).
Faktisch fallen in diese Klasse Ausweisungen wie Trinkwasserschutzgebiet oder Heilquellenschutzgebiet, Lawinenschutzwald (Bannwald), oder marine Laichschutzgebiete in Fischfanggründen, bei denen das Funktionieren des natürlichen Ökosystems die Basis seiner Nutzung als Ressource bildet, die natürliche Reinigung des Wassers bei ersteren beiden, eine gesunde, belastbare Waldstruktur bei folgendem, ein Schutz vor Überfischung bei letzterem. Auch urbane Grüngürtel für die Luftreinhaltung ebenso wie in desertifikationsgefährdeten Gebieten zum Schutz vor Versteppung/Verwüstung, oder Feldraine in durch Winderosion gefährdetem Ackerland dienen primär dem Schutz des Menschen und seiner Wirtschaft, mit (klassischem) Naturschutz als gewolltem Synergieeffekt.